# Fullmetal Alchemist
Fullmetal Alchemist (鋼の錬金術師 Hagane no Renkinjutsushi?,  lit. El alquimista de acero), también conocida como Full Metal Alchemist, FMA o Hagaren, abreviatura en japonés es una serie de manga escrita e ilustrada por Hiromu Arakawa. Su primera adaptación al anime fue dirigida por Seiji Mizushima y la segunda por Yasuhiro Irie. El mundo de Fullmetal Alchemist tiene un estilo steampunk, similar al de después de la Revolución Industrial europea. En ese universo ficticio en el que la alquimia es una de las técnicas científicas más avanzadas conocidas por el hombre, la historia se centra en los hermanos Edward y Alphonse Elric, quienes quieren restaurar sus cuerpos por medio de la piedra filosofal tras un fallido intento de resucitar a su madre a través de la alquimia.
El manga comenzó a publicarse en agosto de 2001 por la editorial Enix, actualmente conocida como Square Enix, en la revista mensual japonesa Gekkan Shōnen Gangan hasta que llegó a su final en junio de 2010 con ciento ocho capítulos recopilados en veintisiete volúmenes. El manga fue adaptado a una serie de anime producida por BONES hasta que llegó a su final con un total de cincuenta y un episodios. El anime fue emitido en Japón desde el 4 de octubre de 2003 hasta el 2 de octubre de 2004 por los canales de televisión MBS-TBS y Animax. Más tarde, se estrenó la película Fullmetal Alchemist: Conquistador de Shamballa, una secuela que concluyó la historia del anime. Posteriormente se creó una segunda serie de anime llamada Fullmetal Alchemist: Brotherhood, la cual se comenzó a transmitir en Japón el 5 de abril de 2009 por MBS-TBS. Esta segunda serie es más fiel al argumento original del manga que su predecesora. Fullmetal Alchemist: Brotherhood (鋼の錬金術師FA?) finalizó el 4 de julio de 2010 con un total de sesenta y cuatro episodios. La serie también ha dado lugar a una novela ligera, múltiples animaciones originales, CD drama y diversos videojuegos, así como a la comercialización de muchos tipos de Merchandising basadas en los personajes de la franquicia, juegos de cartas coleccionables y varios libros suplementarios. La versión en español del manga es publicada por Norma Editorial en España, por Panini Comics en México y por Ivrea en Argentina.
Tanto el anime como el manga han alcanzado un gran éxito dentro y fuera de Japón. En el año 2004, el manga obtuvo el premio Shōgakukan en la categoría shōnen, uno de los premios más prestigiosos, que se entrega anualmente en Japón, aunque en esta ocasión quedó empatado con la serie Yakitate!! Japan; en el 2003 el anime ganó el premio Anime Grand Prix en la categoría mejor anime, y en el 2007 ganó el premio American Anime Awards en cinco categorías distintas. Asimismo, en un ranking publicado por TV Asahi sobre los cien anime más populares del 2006, Fullmetal Alchemist alcanzó el primer puesto, y para marzo de 2008 se habían vendido más de treinta millones de copias del manga. Mientras que en el 2009 fue el cuarto manga más vendido en Japón.
Los críticos de varios conglomerados de medios de comunicación hicieron comentarios positivos sobre la serie, en particular por el desarrollo de los personajes, las escenas de acción, el simbolismo y las referencias filosóficas. En la encuesta realizada por la cadena de televisión Japonesa TV Asahi para elegir los 100 Mejores mangas de la historia, Fullmetal Alchemist alcanzó el puesto número 9.

## Argumento

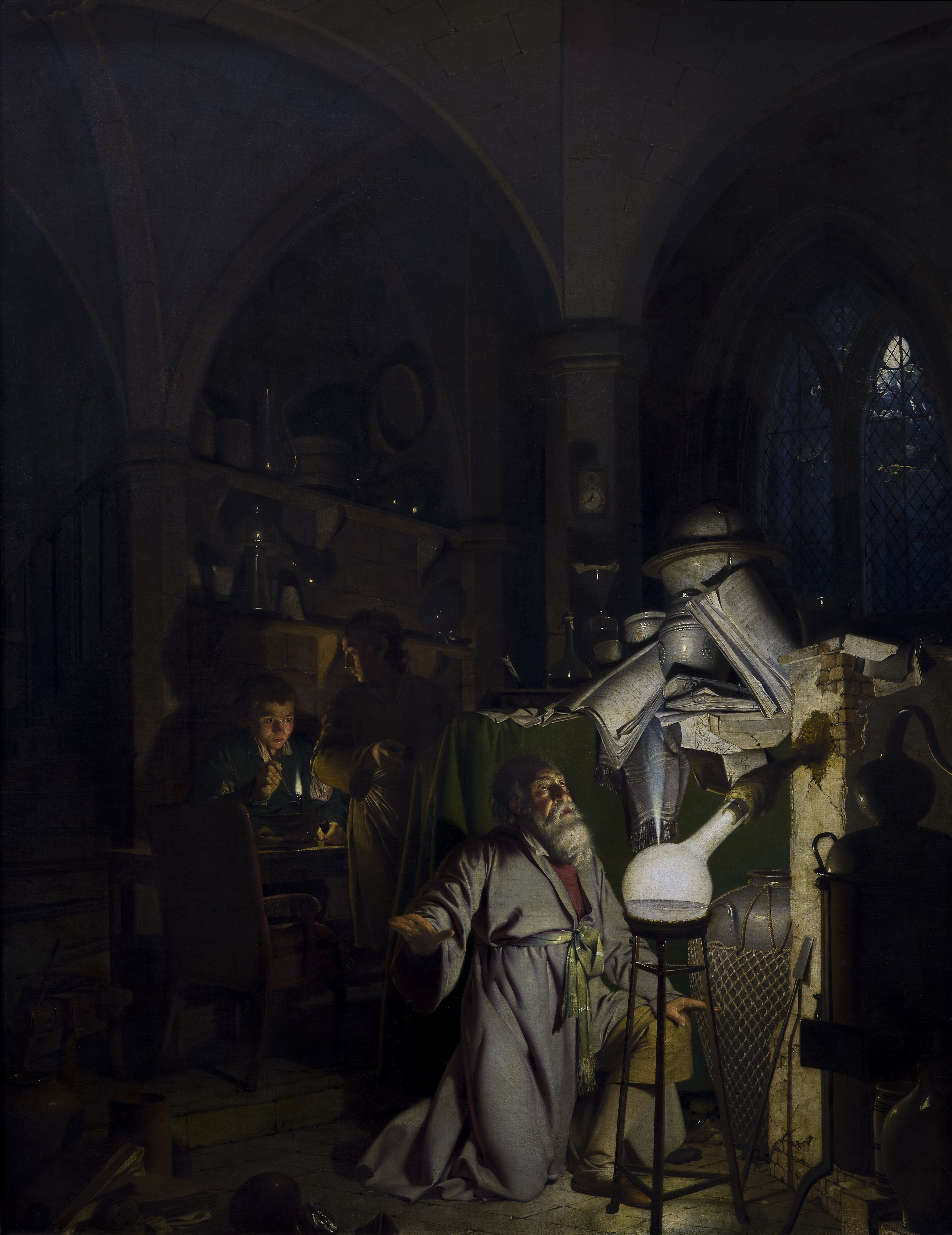
El alquimista en busca de la piedra filosofal, por Joseph Wright, 1771

La historia se centra en los hermanos Edward y Alphonse Elric, quienes viven en un pequeño pueblo de un país ficticio llamado Amestris. Su padre, Hohenheim, se marchó de casa cuando eran pequeños y años más tarde su madre, Trisha Elric, muere por una enfermedad terminal, dejándolos solos. Después de la muerte de su madre, Edward decide resucitarla a través de la alquimia, una de las técnicas científicas más avanzadas conocidas por el hombre. Sin embargo, el intento resulta fallido y como consecuencia Edward pierde la pierna izquierda  y Alphonse, el cuerpo. En un esfuerzo por salvar a su hermano, Edward sacrifica su brazo derecho para sellar el alma de Alphonse en una armadura. Tras esto, un alquimista llamado Roy Mustang visita a los hermanos Elric y le propone a Edward convertirse en un miembro de las Fuerzas Armadas del Estado y así encontrar una forma de recuperar sus cuerpos. Posteriormente la pierna izquierda y el brazo derecho de Edward son sustituidos por un Automail, un tipo de prótesis avanzada creada por su amiga Winry Rockbell y la abuela de esta, Pinako.
Edward se propone convertirse en un alquimista estatal (国家錬金術師 kokka renkinjutsushi?) y luego de un arduo examen logra alcanzar el rango deseado, por lo que se le da el nombre de «Alquimista de acero». En su búsqueda de la piedra filosofal, los hermanos Elric luchan contra varias personas así como con diversos antagonistas, de los cuales algunos también buscan la piedra; entre ellos se encuentra Scar, uno de los supervivientes de la guerra de Ishbal que busca vengarse de los alquimistas estatales por la destrucción de su raza, y los homúnculos, un grupo de criaturas con apariencia humana que tienen la habilidad de regenerarse de cualquier herida debido a que poseen fragmentos falsos de la piedra filosofal. A medida que la historia progresa, Edward y Alphonse descubren que Amestris fue creado por los homúnculos, quienes en secreto controlan al Ejército. También descubren que algunos de los oficiales de alto rango están bajo el mando del creador de los homúnculos, un hombre conocido como «Padre», quien planea utilizar Amestris como un círculo de transmutación gigante y así transmutar todo el país en una piedra filosofal. Cuando Edward y Alphonse descubren los planes de Padre, junto con otros miembros de las Fuerzas Armadas del Estado, deciden derrotarlo.

### Diferencias entre formatos
El primer anime sigue la historia del manga hasta el episodio 25, aunque desde el principio se notan algunas diferencias. A partir de que los hermanos Elric y Winry viajan a Rush Valley, donde aparece una alquimista llamada Dante que resulta tener un papel antagónico, se deja de seguir al manga. Varios siglos atrás, antes del comienzo de la serie, ella y Hohenheim crearon una piedra filosofal y consiguieron una especie de inmortalidad, transfiriendo sus almas de un cuerpo a otro, pero con el tiempo Hohenheim se sintió culpable por haber sacrificado tantas vidas y abandonó a Dante. Posteriormente, Dante utiliza a los homúnculos, quienes son el resultado de transmutaciones humanas fallidas, para que los hermanos Elric creen la piedra filosofal por ella.
Cuando Hohenheim encara a Dante para que deje en paz a sus hijos, esta abre la Puerta de la Verdad y lo arroja en ella. Cuando Scar logra crear la piedra filosofal, la transfiere al cuerpo de Alphonse, convirtiéndolo en el objetivo de Dante. Después de que Envy lo secuestre, Edward se dirige a rescatarlo, pero el homúnculo lo asesina. Alphonse utiliza toda la piedra para revivir a su hermano y desaparece en el proceso. Por otro lado, Dante intenta escapar, pero es asesinada por el homúnculo Gluttony. Edward, al ser revivido, decide dar su vida a cambio para traer de vuelta a su hermano. Como resultado, Edward termina en una dimensión paralela —nuestra realidad a comienzos del siglo XX—, mientras que Alphonse recupera su cuerpo.
En este nuevo mundo Edward se reencuentra con su padre, quien le explica que toda persona que muere en esta dimensión se transforma en la energía usada en su mundo para la transmutación alquimica, ciencia que no es posible usar en este mundo. Separado de su hermano, Alphonse ha perdido los recuerdos del tiempo que vivió como una armadura, pero decide nuevamente entrenar con Izumi para descubrir una forma de traer de vuelta a su hermano. Paralelamente Edward se interesa en aprender sobre cohetes, ya que espera que volar hacia el espacio sea una forma de regresar a su mundo. La historia del anime continúa en la película Fullmetal Alchemist: Conquistador de Shamballa, con el objetivo de darle un final definitivo a la historia. Sin embargo, el desenlace presentado en ella nuevamente es ambiguo.
Debido a estas diferencias se creó una segunda serie de anime, Fullmetal Alchemist: Brotherhood, la cual fue más fiel a la historia del manga.

## Aspectos de la serie

Uno de tantos Círculos de Transmutación, que en este caso activa la construcción de una pared

La serie tiene lugar en un universo ficticio con un estilo steampunk, similar al de después de la Revolución Industrial europea, donde la alquimia es una de las técnicas científicas más avanzadas conocidas por el hombre, pero no todos los personajes son capaces de utilizarla, ya que se necesita cierto tipo de habilidad para aprender a dominar sus propiedades. En el manga y la segunda serie de anime, los habitantes de Xing utilizan un tipo de alquimia llamada «alkahestría», la cual se centra en la curación de heridas. Asimismo, los personajes de la serie se dividen en diferentes razas. La mayoría de la población está compuesta por seres humanos, quienes por medio de la alquimia han sido mutados.
En Fullmetal Alchemist las razas más notorias, además de los seres humanos, son los homúnculos (ホムンクルス homunkurusu?), un grupo de criaturas con apariencia humana que tienen la habilidad de regenerarse de cualquier herida debido a que poseen fragmentos falsos de la piedra filosofal, y las quimeras (キメラ kimera?), seres que se hacen mezclando dos o más personas vivas de distintas estructuras genéticas con un animal mediante la alquimia.
Algunos de los personajes que aparecen en la serie van en busca de la piedra filosofal, un amplificador del poder alquímico que permite ignorar los principios de intercambio equivalente, ya que para obtener algo es necesario sacrificar otra cosa de un valor igual. En ocasiones estos tratan de crear una imitación de la piedra por medio de investigaciones científicas, aunque su poder no se compara a la piedra original y tiende a destruirse cuando se usa demasiado. La mayor parte de los acontecimientos de la historia ocurren en Amestris, un país con forma circular regido por los militares.

## Personajes principales
- Edward Elric (エドワード・エルリック?), conocido también como el «Alquimista de acero», es el alquimista estatal más joven en la historia.[26] Junto con su hermano menor, Alphonse, busca la piedra filosofal con la esperanza de recuperar sus cuerpos, ya que Edward perdió la pierna izquierda en un intento fallido de revivir a su madre usando la alquimia y el brazo derecho al colocar el alma de Alphonse a una armadura.[25] Posteriormente la pierna izquierda y el brazo derecho son sustituidos por un Automail.[24] En la adaptación japonesa su seiyū es Romi Park,[40] mientras que en el doblaje hispanoamericano es José Manuel Vieira y en el español es Ricardo Escobar.[41][42]

- Alphonse Elric (アルフォンス・エルリック?) es el hermano menor de Edward y junto con este busca la piedra filosofal con la esperanza de recuperar sus cuerpos. A diferencia de Edward, que perdió un brazo y una pierna, Alphonse fue despojado de su cuerpo entero, por lo que en su momento Edward le transfirió el alma en una armadura.[25] Debido al tamaño de esta, siempre es confundido como el hermano mayor y el Alquimista de acero.[43] En la adaptación japonesa su seiyū es Rie Kugimiya,[44] mientras que en el doblaje hispanoamericano es Johnny Torres y en el español es Elena Palacios.[45][46]

- Roy Mustang (ロイ・マスタング?), conocido también como el «Alquimista de fuego», posee el rango de coronel en las Fuerzas Armadas del Estado, aunque al inicio de la serie, cuando conoce a Edward y Alphonse, es teniente coronel.[25] Aspira convertirse en el general de Amestris, pero esto depende en gran medida del apoyo de sus subordinados.[43] En la adaptación japonesa su seiyū es Tōru Ōkawa,[47] y en la segunda serie de anime es Shin'ichirō Miki,[48] mientras que en el doblaje hispanoamericano es Rolman Bastidas y en el español es Juan Antonio Arroyo.[49][50]

- Winry Rockbell (ウィンリィ・ロックベル?) es una amiga de la infancia de los hermanos Elric. Vive con su abuela, Pinako Rockbell, quien la crio tras la muerte de sus padres durante la guerra de Ishbal.[25] Winry es una mecánica de Automail y suele reparar los miembros mecánicos de Edward cuando este los rompe. En la adaptación japonesa su seiyū es Megumi Toyoguchi,[51] y en la segunda serie de anime es Megumi Takamoto,[52] mientras que en el doblaje hispanoamericano es Yensi Rivero en la primera y Melanie Henriquez en la segunda; y en el español es Inés Blázquez.[53][54]

## Producción
Arakawa comentó que después de haber leído sobre la piedra filosofal se sintió atraída por la idea de utilizar alquimia en el manga. Asimismo, dijo que le gustó tanto que comenzó a leer libros relacionados con la alquimia, aunque eran algo complicados debido a que algunos libros contradecían a los otros. Agregó que la atrajeron más los aspectos filosóficos que los prácticos. Para el concepto de intercambio equivalente, Arakawa se inspiró en el trabajo de sus padres, quienes tenían una granja en Hokkaidō y continuamente debían esforzarse para ganar dinero y poder comer.
Arakawa indicó que quería agregar algunos de los problemas sociales de la vida real a la historia, por lo que recogió información de los noticieros sobre los refugiados, las guerras y la yakuza; como resultado, varios de estos elementos aparecen en el argumento. Al crear el universo ficticio de Fullmetal Alchemist, Arakawa se basó en un estilo steampunk, similar al de después de la Revolución Industrial europea, ya que le sorprendía los diferentes tipos de personas, de países, términos, la cultura, la arquitectura y la ropa de la época. También comentó que se interesó especialmente en Inglaterra durante este período, pero «agregó su propio estilo para convertirlo en un mundo de fantasía».
Cuando el manga comenzó a publicarse, Arakawa tenía en mente cómo terminaría la historia. Sin embargo, sintió que algunos personajes habían madurado, por lo que decidió cambiar algunas escenas y algunos bocetos de los rostros de los mismos. En la creación y diseño de los personajes, la autora comentó que sus principales fuentes de inspiración fueron los mangakas Suihō Tagawa y Hiroyuki Etō, y describió que su obra es una mezcla de ambos. Asimismo añadió que le gustan los perros, por lo que agregó varios a la historia. En el desarrollo del anime Arakawa permitió que el personal encargado trabajara independientemente y pidió que tuviera un final distinto al del manga, ya que explicó que no quería repetir el mismo final en ambos formatos.

## Contenido de la obra

### Manga
El manga de Fullmetal Alchemist comenzó a publicarse en agosto de 2001 por la editorial y productora de videojuegos Square Enix en la revista japonesa Gekkan Shōnen Gangan con un capítulo por mes hasta que llegó a su final en junio de 2010 con un total de ciento ocho capítulos recopilados en veintisiete volúmenes. El primer tankōbon —el formato de los volúmenes— de Fullmetal Alchemist fue publicado el 22 de enero de 2002, mientras que el vigésimo séptimo y último tankōbon fue publicado el 22 de noviembre de 2010. Algunos capítulos del manga han sido lanzados en revistas de Japón como «números extras» y Fullmetal Alchemist: The First Attack, que incluye los primeros nueve capítulos así como historias paralelas a la serie. Asimismo, se han publicado múltiples gaiden en las recopilaciones de los tankōbon de los cuales algunos fueron reflejados en varios episodios del primer anime al igual que también se han difundido varios libros suplementarios y novelas basados en la obra. La versión en español del manga es publicada por Norma Editorial en España. En febrero de 2014, la editorial Panini anunció a través de su cuenta oficial de Facebook que se encargaría de la publicación del manga en México a partir de marzo del mismo año. El 17 de septiembre de 2015 se confirmó su publicación para el último trimestre de ese año.
En el año 2004 el manga obtuvo el premio Shōgakukan en la categoría shōnen, uno de los premios más prestigiosos que se entrega anualmente en Japón, empatando con la serie Yakitate!! Japan. En marzo de 2007 se habían vendido más de veintisiete millones de copias del manga en Japón, mientras que en marzo de 2008 el número de ventas aumentó a treinta millones de copias. Durante el 2008 se vendieron más de 1 000 000 ejemplares del volumen diecinueve, convirtiéndose en el décimo volumen mejor vendido de Japón. El volumen veinte también estuvo dentro de los quince principales, pero se habían vendido menos ejemplares. Además, el último tankōbon de la obra, el vigésimo séptimo, clasificó como el octavo volumen con mayor número de copias vendidas durante el 2011. En el 2009 Fulmetal Alchemist fue el cuarto manga más vendido en su país de origen.

### Anime
Existen dos adaptaciones al anime debido a las grandes diferencias del primer anime y el manga, ya que la autora de la serie comentó que no quería repetir el mismo final en ambos formatos. Posteriormente, se creó una segunda serie de anime para que siguiera la historia original. El primer anime, Fullmetal Alchemist, se estrenó el 4 de octubre de 2003, mientras que el segundo, Fullmetal Alchemist: Brotherhood, se inició el 5 de abril de 2009.

#### Fullmetal Alchemist
| Director                                      | Seiji Mizushima                 |
| Creador original                              | Hiromu Arakawa                  |
| Guion                                         | Akatsuki Yamatoya Aya Yoshinaga |
| Dirección artística                           | Kazuyuki Hashimoto              |
| Efectos especiales                            | Miyako Hoshi Yukiko Kakida      |
| Diseño de personajes y dirección de Animación | Yoshiyuki Ito                   |
| Edición                                       | Hiroaki Itabe                   |
| Planificación                                 | Hideo Katsumata Koushi Taguchi  |
| Dirección de sonido                           | Masafumi Mima                   |
| Efectos de sonido                             | Shizō Kurahashi                 |
| Música                                        | Michiru Ōshima                  |
| Grabación                                     | Fujio Yamada                    |

El anime Fullmetal Alchemist, dirigido por Seiji Mizushima, producido por las compañías japonesas BONES, Aniplex y Mainichi Broadcasting System, se transmitió en Japón desde el 4 de octubre de 2003 por MBS-TBS y Animax hasta su final el 2 de octubre de 2004 con un total de cincuenta y un episodios de unos veinticuatro minutos cada uno; cuya audiencia fue de un 6.8 por ciento de televidentes. Arakawa permitió durante el desarrollo del anime que el personal encargado trabajara independientemente y pidió que tuviera un final distinto al manga, por ello las diferencias entre adaptaciones. En el 2003 el anime ganó el premio Anime Grand Prix en la categoría mejor anime, en el 2007 el premio American Anime Awards en cinco categorías distintas, y en un ranking publicado por TV Asahi sobre los cien anime más populares del 2006 sobre la base de una encuesta on-line, Fullmetal Alchemist alcanzó el primer puesto.
Una serie de trece DVD sobre la obra han sido lanzados a la venta desde el 17 de diciembre de 2003 hasta el 26 de enero de 2005 en Japón. Más tarde, se creó la película Fullmetal Alchemist: Conquistador de Shamballa, la cual fue una secuela que concluyó con la historia del anime y se estrenó en Japón el 23 de julio de 2005. Asimismo se han creado múltiples animaciones originales, la mayoría de éstas son historias divergentes al argumento original de la serie. Una de las animaciones originales también incluye escenas en imagen real, donde Alphonse recorre una ciudad en busca de su hermano Edward. En marzo de 2006, un DVD con estas animaciones fue lanzado en Japón con el nombre de «Fullmetal Alchemist: Premium Collection», y en enero de 2009 BONES publicó un «DVD box archives» del anime, el cual incluye los 51 episodios del primer anime, la película, la banda sonora y algunas guías sobre la serie.
El doblaje en español de este anime se realizó en dos versiones diferentes, una en Venezuela para Hispanoamérica y otra en España; por medio de la licencia The Licensing Machine, ambos países reciben la serie para su producción en español. El doblaje en España fue realizado en los estudios Abaira, mientras que el doblaje en Venezuela fue realizado por Estudios Lain de Caracas. En España, Fullmetal Alchemist fue transmitido por Buzz, y en Venezuela, México, Argentina, Perú, República Dominicana  y Brasil (en portugués) por Animax Latinoamérica, en Colombia la serie fue emitida por Caracol Televisión., Telenica en Nicaragua y en Costa Rica por Repretel. Otras cadenas que han emitido la serie son: Adult Swim (Estados Unidos, Australia), RedeTV! (Brasil), Animax Asia (India), Animax Europa (Eslovaquia, Hungría), MTV Italia, Cartoon Network Italia (Italia), Chilevisión (Chile), MCM, Canal + (Francia) Gama TV (Ecuador).

#### Fullmetal Alchemist: Brotherhood
| Director              | Yasuhiro Irie                   |
| Guion                 | Hiroshi Ōnogi                   |
| Dirección artística   | Takeshi Satō                    |
| Diseño de personajes  | Hiroki Kanno                    |
| Diseño de color       | Soko Nakao                      |
| Dirección de sonido   | Masafumi Mima                   |
| Efectos de especiales | Masataka Ikegami Satomi Ryūkaku |
| Música                | Akira Senjū                     |

Fullmetal Alchemist: Brotherhood es la segunda serie de anime de la franquicia Fullmetal Alchemist, no obstante el título continúa siendo «Fullmetal Alchemist» en la versión japonesa, aunque para diferenciarlos usan Hagane no Renkinjutsushi: Fullmetal Alchemist (鋼の錬金術師 FULLMETAL ALCHEMIST Hagane no Renkinjutsushi: Furumetaru Arukemisuto?,  abreviado como 鋼の錬金術師FA). En el volumen veinte del manga, la autora, Hiromu Arakawa, anunció que un segundo anime se estaba produciendo, esta vez dirigido por Yasuhiro Irie y producido igualmente por BONES. El anime se comenzó a emitir en Japón el 5 de abril de 2009 por MBS-TBS, hasta que llegó a su final el 4 de julio de 2010 con sesenta y cuatro episodios, los cuales fueron más fieles al argumento del manga. Los DVD de la serie se comenzaron a difundir en Japón por Aniplex y Blu-ray desde el 26 de agosto de 2009 con dos episodios cada disco, además de una animación original llamada El alquimista ciego (盲目の錬金術師 Momoku no Renkinjutsushi?), la cual es una especie de gaiden. Una segunda animación, Gente sencilla (シンプルな人々 Shinpuru na Hitobito?), fue publicada el 23 de diciembre de 2009. La tercera animación original, Historia de un maestro (師匠物語 Shishō Monogatari?), fue lanzada el 21 de abril de 2010. Los DVD que salieron a la venta más adelante constaron de cuatro episodios sin animaciones originales.
Después de la emisión del último episodio, se mostró un anuncio sobre una nueva película de Fullmetal Alchemist. Se transmitió un tráiler en noviembre de 2010 en la página web oficial de Fullmetal Alchemist: Brotherhood, confirmando que el nuevo filme, titulado «Hagane no Renkinjutsushi: Mirosu no Sei-naru Hoshi» (鋼 の 錬金術 師 FULLMETAL ALCHEMIST 嘆き の 丘 (ミロス) の 聖なる 星?), sería estrenado en julio de 2011. Contó con Kazuya Murata como director y con Yūichi Shinpo como guionista.
El doblaje en español de Fullmetal Alchemist: Brotherhood  para Hispanoamérica cuenta con dos versiones: una se llevó a cabo en Venezuela por medio de la licencia The Licensing Machine por Animax Latinoamérica en 2011, y el redoblaje se realizó en México en 2021 por la plataforma Funimation. Mientras el doblaje para España fue licenciado por Selecta Visión en 2024. En español latinoamericano del doblaje de Venezuela se emitió por Sony Spin y Etc...TV —solo para Chile—, mientras su redoblaje mexicano en Funimation y Prime Video (solo disponible en Estados Unidos). El doblaje castellano se estrenó en la plataforma de Netflix , mientras que también se transmitió en Adult Swim (Estados Unidos), Animax Europa (Hungría), MTV Italia (Italia), Dybex (Francia), Animax Asia (China), TV5 (Filipinas), y TVB J2 (Hong Kong).

#### Películas
Existen dos películas pertenecientes al anime Fullmetal Alchemist:
- Fullmetal Alchemist: Conquistador de Shamballa, lanzada en 2005, la cual es el final del primer anime.
- Fullmetal Alchemist: la estrella sagrada de Milos, película de 2011, posterior a Brotherhood.

### Banda sonora
La banda sonora de Fullmetal Alchemist fue compuesta por Michiru Ōshima, quien ganó el premio Tokyo Anime en la categoría mejor música con Fullmetal Alchemist: Conquistador de Shamballa. El primer disco compacto recopilado, TV Animation Fullmetal Alchemist: Original Soundtrack I, fue difundido en Japón el 24 de marzo de 2004 y contiene treinta y tres pistas, incluyendo algunos temas de apertura y temas de cierre. Este fue seguido por el segundo disco compacto, TV Animation Fullmetal Alchemist: Original Soundtrack II, que fue publicado el 15 de diciembre de 2004 y contiene treinta pistas. El 18 de mayo de 2005 se publicó el tercer disco, TV Animation Fullmetal Alchemist: Original Soundtrack III, que contiene veintisiete pistas.
Fullmetal Alchemist - Complete Best y Fullmetal Alchemist Hagaren Song File -Best Compilation-, dos álbumes con las compilaciones de las bandas sonoras, fueron publicados en Japón el 14 de octubre de 2004 y el 21 de diciembre de 2005, respectivamente. De la primera película se hizo un álbum llamado Fullmetal Alchemist The Movie Conqueror Of Shamballa OST, el cual fue lanzado el 21 de diciembre de 2005 e incluye cuarenta y seis pistas. En diciembre de 2004 se estrenó un concierto sobre la serie en Tokio y Osaka, titulado Tales of Another Festival. El concierto contó con las actuaciones de varios artistas musicales de televisión, así como narraciones de algunos seiyū. Más tarde, se publicó Fullmetal Alchemist: Festival - Tales of Another, un DVD sobre el concierto.
La banda sonora de Fullmetal Alchemist: Brotherhood fue compuesta por Akira Senjū, y el primer disco compacto de este anime fue difundido el 14 de octubre de 2009 con el título de Fullmetal Alchemist: Original Soundtrack I. El segundo disco, Fullmetal Alchemist: Original Soundtrack II, fue publicado el 24 de marzo de 2010. Posteriormente, se lanzó a la venta el 7 de julio de 2010 Fullmetal Alchemist: Original Soundtrack III, el tercer y último disco. También se publicó el 28 de julio de 2010 Fullmetal Alchemist Final Best, un álbum con la compilación de todos los temas de apertura y de cierre de Brotherhood. Para la segunda película basada en la obra, fue lanzado el 29 de junio de 2011 un disco llamado Fullmetal Alchemist: Nageki no Oka no Seinaru Hoshi Original Soundtrack con música del compositor Taro Iwashiro.

### Videojuegos
Como varias otras series, se han creado numerosos videojuegos de Fullmetal Alchemist y estos han aparecido en las diferentes tipos de consolas. Las historias que ocurren en los videojuegos a menudo difieren de las del anime y manga y cuentan con nuevos personajes. Square Enix ha publicado tres videojuegos de rol de acción titulados Fullmetal Alchemist and the Broken Angel, Fullmetal Alchemist 2: Curse of the Crimson Elixir y Fullmetal Alchemist 3: The Girl Who Surpasses God, así como un videojuego de lucha llamado Fullmetal Alchemist: Dream Carnival para PlayStation 2. Bandai ha producido dos videojuegos de acción llamados Fullmetal Alchemist: Stray Rondo y Fullmetal Alchemist: Sonata of Memory para Game Boy Advance y uno titulado Fullmetal Alchemist: Dual Sympathy para Nintendo DS, mientras que la compañía Destineer ha publicado un juego de cartas coleccionables en América del Norte para la Nintendo DS. Bandai lanzará otro videojuego de rol en Japón, Fullmetal Alchemist: To the Promised Day (鋼の錬金術師 Fullmetal Alchemist 約束の日へ Hagane no Renkinjutsushi Fullmetal Alchemist Yakusoku no Hi e?), para PlayStation Portable el 20 de mayo de 2010. El 13 de agosto de 2009 fue publicado en Japón el videojuego Fullmetal Alchemist: Prince of the Dawn, para Wii. Una secuela de la consola Wii, Fullmetal Alchemist: Tasogare no Shōjo (黄昏の少女?), fue lanzada a la venta el 10 de diciembre de 2009.
FUNimation Entertainment licenció la franquicia para crear una nueva serie de videojuegos de Fullmetal Alchemist, la cual fue publicada por Destineer en los Estados Unidos. Destineer publicó el primer videojuego de Fullmetal Alchemist para la Nintendo DS el 15 de diciembre de 2006, y el 15 de octubre de 2007 lanzó el segundo videojuego de la serie, Fullmetal Alchemist: Trading Card Game. El tercer videojuego, Fullmetal Alchemist: Senka wo Takuseshi Mono fue publicado el 15 de octubre de 2009 para PlayStation Portable.

### Novelas
Fullmetal Alchemist ha sido adaptada para una novela ligera escrita por Makoto Inoue e ilustrada por Hiromu Arakawa que consta de seis volúmenes, la cual fue publicada por Square Enix en 2003. La novela sirvió como un spin-off del manga y continúa narrando la historia de los hermanos Elric en la búsqueda de la piedra filosofal.
El primer volumen de la novela, «Fullmetal Alchemist: The Land of Sand» (砂礫の大地 Sareki no Daichi?), fue publicado en febrero de 2003, además que los episodios once y doce del anime se basaron en este volumen. El sexto volumen, «Fullmetal Alchemist: A New Beginning» (新たなはじまり Arata na Hajimari?), fue publicado el 22 de marzo de 2007. El cuarto volumen contiene un cuento extra sobre el ejército, llamado «Roy's Holiday». También se han escrito novelas a partir de tres videojuegos de PlayStation 2 de la serie, Fullmetal Alchemist and the Broken Angel, Fullmetal Alchemist 2: Curse of the Crimson Elixir y Fullmetal Alchemist 3: God of the Eternal Girl; la primera novela fue escrita por Makoto Inoue y las dos restantes por Jun Eishima. Sin embargo estas novelas sobre los videojuegos solo han sido publicadas en Japón.

### CD drama
Existen dos series de CD drama sobre Fullmetal Alchemist. La primera historia de la primera serie de CD drama, «Fullmetal Alchemist: The Land of Sand» (砂礫の大地 Sareki no Daichi?), fue publicada antes que la adaptación al anime y tiene un argumento similar a la del primer volumen de la novela ligera. La segunda y tercera historia, «Fullmetal Alchemist: False Light, Truth's Shadow» (偽りの光 真実の影 Itsuwari no Hikari, Shinjitsu no Kage?) y «Fullmetal Alchemist: Criminals' Scar» (咎人たちの傷跡 Togabitotachi no Kizuato?), se basan en diversos capítulos del manga con la adición de otros personajes de las Fuerzas Armadas del Estado.
La segunda serie de CD drama se compone de dos historias cortas de dos partes cada una y solo estuvo disponible en la revista Shōnen Gangan. La primera, «Fullmetal Alchemist: Ogutāre of the Fog» (霧のオグターレ Kiri no Ogutāre?), fue publicada en el Shōnen Gangan de abril y mayo de 2004, mientras que la segunda historia, «Fullmetal Alchemist: Crown of Heaven» (天上の宝冠 Tenjō no Hōkan?), fue publicada en el mes de noviembre y diciembre. Los seiyū que participaron en estas series de CD drama también fueron los seiyū de varios personajes en el anime, incluyendo a los hermanos Elric.

### Artbooks y guías
Como parte de una franquicia también existen varios libros suplementarios sobre el manga y el primer anime, tales como dos artbook sobre el manga denominados The Art of Fullmetal Alchemist (イラスト集 FULLMETAL ALCHEMIST Irasuto Shū Fullmetal Alchemist?) que fueron publicados por Square Enix en Japón. El primero contiene múltiples ilustraciones sobre los primeros seis volúmenes del manga, las cuales fueron realizadas entre mayo de 2001 y abril de 2003, mientras que el segundo incluye varias imágenes sobre el resto de los volúmenes, que fueron desarrolladas entre septiembre de 2003 y octubre de 2005. Para el anime se difundieron tres artbooks llamados The Art of Fullmetal Alchemist: The Anime (TVアニメーション鋼の錬金術師 ART BOOK TV Animēshon Hagane no Renkinjutsushi Artbook?), que fueron lanzados a la venta en Japón en 2004. En noviembre de 2010 también fue difundido un artbook para la segunda serie de anime, llamado «Fullmetal Alchemist Official Drawing Collection».
El manga también cuenta con tres guías, cada una de ellas contiene un calendario, información sobre los viajes de los hermanos Elric y algunos capítulos gaiden. Asimismo, en Japón fue publicada una guía sobre perfil de algunos de los personajes del anime titulada Fullmetal Alchemist: Anime Profiles. En el año 2004 fueron difundidos cinco fanbooks llamados TV Anime Fullmetal Alchemist Official Fanbooks (TVアニメ 鋼の錬金術師 オフィシャルファンブック TV Anime Hagane no Renkinjutsushi Ofisharu Fan Bukku?); cada uno contiene datos relativos sobre el primer anime, además de entrevistas exclusivas al personal de producción. Posteriormente, cuatro guías sobre la segunda serie de anime, tituladas TV Animation Fullmetal Alchemist Official Guidebook, fueron publicadas entre el 12 de agosto de 2009 y agosto de 2010. Una guía titulada «Fullmetal Alchemist Chronicle» (鋼の錬金術師 CHRONICLE?) fue difundida en Japón el 29 de julio de 2011, la cual contiene más información sobre los sucesos ocurridos después del final del manga.

### Película de imagen real
En mayo de 2016, Warner Bros. anunció su adaptación cinematográfica a imagen real de Fullmetal Alchemist, dirigida por Fumihiko Sori y estrenada en el invierno japonés de 2017 en la plataforma de Netflix.
| Actor            | Personaje      |
| ---------------- | -------------- |
| Ryosuke Yamada   | Edward Elric   |
| (armadura)       | Alphonse Elric |
| Tsubasa Honda    | Winry Rockbell |
| Dean Fujioka     | Roy Mustang    |
| Fumiyo Kohinata  | General Hakuro |
| Ryuta Sato       | Maes Hughes    |
| Misako Renbutsu  | Riza Hawkeye   |
| Natsuna          | Maria Ross     |
| Natsuki Harada   | Gracia Hughes  |
| Yo Oizumi        | Shou Tucker    |
| Jun Kunimura     | Doctor Marco   |
| Yasuko Matsuyuki | Lust           |
| Kanata Hongō     | Envy           |
| Shinji Uchiyama  | Gluttony       |
| Kenjiro Ishimaru | Padre Cornello |

## Recepción
Tanto el anime como el manga han alcanzado un gran éxito dentro y fuera de Japón. En un ranking publicado por TV Asahi sobre los cien anime más populares de 2006, Fullmetal Alchemist alcanzó el primer puesto. Para marzo de 2007 se habían vendido más de veintisiete millones de copias del manga en Japón, mientras que en 2008 el número aumentó a treinta millones. Durante ese año se vendieron más de 1 000 000 de ejemplares del volumen diecinueve, convirtiéndose en el décimo volumen mejor vendido de Japón; el tomo veinte también estuvo dentro de los quince principales, si bien vendió menos ejemplares. En 2009, Fulmetal Alchemist fue el cuarto manga más vendido en su país de origen. Asimismo, la serie obtuvo varios premios, como el Anime Grand Prix en la categoría mejor anime, el American Anime Awards en cinco categorías distintas, el Seiun al mejor cómic y el Shōgakukan en la categoría shōnen, aunque en esta ocasión quedó empatado con la serie Yakitate!! Japan.
Diversas publicaciones de diferentes medios han servido para elogiar y criticar la serie. Melissa Harper, una revisora de Anime News Network, elogió a Arakawa por haber sido capaz de realizar un diseño único y distinguible para todos los personajes a pesar de que muchos de ellos utilizan un uniforme similar. Hilary Goldstein de IGN comentó que el carácter de Edward es una mezcla entre un «chico inteligente» y un «niño testarudo», lo que le permite generar momentos cómicos y dramáticos subyacentes sin que parezcan falsos. Los revisores de T.H.E.M. Anime Reviews comentaron que la historia es muy entretenida; sin embargo, criticaron el uso excesivo de flashbacks, lo que «hace molestos los recuerdos». Un revisor de Anime Boredom elogió la serie por tener un buen equilibrio entre la acción, la comedia y la tristeza, y añadió que el núcleo emocional de los hermanos Elric crece con cada aventura.
Zac Bertschy —otro revisor de Anime News Network— criticó la segunda serie de anime, pues los primeros episodios no fueron muy entretenidos ya que esos acontecimientos habían ocurrido en el primer anime. Además señaló que carecían de suspenso y «energía». Chris Beveridge de Mania Entertainment comentó que las diferencias entre las acciones de los personajes es lo que hace a esta serie entretenida, y agregó que los episodios después del número quince contienen más emoción. En otra revisión, Beveridge elogió las nuevas escenas de lucha y comentó que el drama hizo a estos episodios «sólidos».
El primer volumen de la novela ligera de la serie, Fullmetal Alchemist: The Land of Sand, fue elogiado por el revisor de Ain't It Cool News, quien comentó que aunque no contiene material innovador para la serie, es lo suficientemente interesante como para que los seguidores de la serie puedan disfrutarlo. El revisor consideró que el volumen es una «obra para que los jóvenes lectores estén al tanto de algunos aspectos oscuros de la política, la economía y la naturaleza humana». Charles Solomon de Los Angeles Times señaló que la novela tiene un enfoque diferente que la serie de anime, ya que con el volumen The Land of Sand los hermanos Elric logran «crear un vínculo más fuerte y simpático entre ellos».
En el sitio de reseñas FilmAffinity, Fullmetal Alchemist: Brotherhood cuenta con una calificación de 8.33, convirtiéndose en el anime con mayor puntuación en la plataforma. Lauren Orsini, una revisora de Forbes, lo consideró uno de los mejores animes de 2010.